# Raphael Georg Kiesewetter
Raphael Georg Kiesewetter (Holešov, 29 agosto 1773 – Baden, 1º gennaio 1850) è stato uno scrittore e musicista ceco naturalizzato austriaco.

## Biografia
È stato un impiegato dello Stato, ma soprattutto un musicologo, appassionato strumentista e un collezionista di opere musicali.
Kiesewetter ha studiato dapprima filosofia a Olomouc, e dal 1792 legge all'Università di Vienna, dove nel 1794, prima della laurea, è entrato a far parte del servizio civile nella Cancelleria di guerra. Nel biennio 1813-1814 lavorò nel dipartimento medico, dopodiché decise di rimanere nel servizio statale.
Kiesewetter ha ricevuto un'educazione musicale fin dall'infanzia. Sua sorella, un'eccellente pianista, era la madre di August Wilhelm Ambrose. All'età di trent'anni Kiesewetter ha studiato contrappunto sotto la guida di Hartmann.
Dal 1816 fino agli anni '40, Kiessewetter tenne concerti amatoriali nella sua casa, dove fu anche eseguita la musica vocale dal XVI secolo al XVIII secolo.
È stato membro di numerose accademie scientifiche, oltreché, dal 1814 della Society of Friends of Music di Vienna, della quale dal 1821 al 1843 ha assunto il ruolo di vicepresidente.
Ha scritto numerosi trattati fondamentali sulla storia della musica europea dall'antichità al XIX secolo, oltreché sulla musica mediorientale.
Tra i suoi scritti più importanti, vi sono: Guido von Arezzo, sein Leben und Wirken (1840), Die Musik der Araber (1842), Ueber die Octave des Pythagoras (1848), Galerie alter Kontrapunktisten (1847); inoltre collaborò con vari articoli con l'Allgemeine musikalische Zeitung di Lipsia.

## Opere
- Geschichte der europäisch-abendländischen oder unserer heutigen Musik. Darstellung ihres Ursprungs, ihres Wachsthums und ihrer stufenweise Entwicklung; von dem ersten Jahrhundert des Christenthums bis auf unsere heutige Zeit, Lipsia, 1834;
- Ueber die Musik der neueren Griechen nebst freien Gedanken über altegyptische und altgriechische Musik, Lipsia, 1838;
- Guido von Arezzo. Sein Leben und Wirken, Lipsia, 1840;
- Schicksale und Beschaffenheit des weltlichen Gesanges vom frühen Mittelalter bis zur Erfindung des dramatischen Styles und den Anfängen der Oper, Lipsia, 1841;
- Die Musik der Araber, nach Originalquellen dargestellt von R. G. Kiesewetter, begleitet mit einem Vorworte von dem Freiherrn v. Hammer-Purgstall, Lipsia, 1842;
- Der neuen Aristoxener zerstreute Aufsätze über das Irrige der musikalischen Arithmetik und das Eitle ihrer Temperaturrechnungen, Lipsia, 1846;
- Catalog der Sammlung alter Musik des k. k. Hofrathes Raphael Georg Kiesewetter, Vienna, 1847;
- Galerie der alten Contrapunctisten, eine Auswahl aus ihren Werken, Vienna, 1847;